# You Are Not Alone
A You Are Not Alone Michael Jackson amerikai énekes második kislemeze HIStory: Past, Present and Future, Book I című albumáról. 1995 augusztusában jelent meg. Szerzője R. Kelly, producerei Jackson és Kelly.
A dalt a kritikusok nagy része kedvezően fogadta. Jelölték Grammy-díjra és American Music Awardra. A Guinness Rekordok Könyve szerint ez volt az első dal az amerikai Billboard Hot 100 slágerlista 37 éves történelmében, ami egyből az első helyre került fel, amikor megjelent a listán. Ez volt a lista történelmében a 800. listavezető dal, egyben Jackson utolsó nagy slágere hazájában. A dal az Egyesült Államokban platinalemez minősítést kapott. Videóklipjében Jackson és felesége, Lisa Marie Presley majdnem meztelenül szerepelnek.

## Háttere
A You Are Not Alone lassú R&B-dal, a szeretetről és elszigeteltségről szól. Kelly azután írta a dalt, miután több olyan embert elveszített, aki fontos volt neki és közel állt hozzá. Nagyon örült, hogy példaképével, Jacksonnal dolgozhat. „Teljesen felpörgetett. Legszívesebben az egész albumát én írtam volna meg. Nem felvágni akarok, csak ennyire fel voltam dobva. Földöntúli élmény volt… Hihetetlen érzés, hogy öt éve még egy gettóbeli alagsorban írtam dalokat, most pedig Michael Jacksonnak írok. (…) Hülye lennék nem mondani, hogy ez egy valóra vált álom.” Jackson azért lépett kapcsolatba Kellyvel, hogy megkérdezze, van-e kész dala. Kelly elküldte neki a You Are Not Alone demófelvételét kazettán, és Jacksonnak megtetszett. A demófelvételen Kelly utánozta Jackson stílusát. „Azt képzeltem, ő vagyok, és átváltoztam Michael Jacksonná. Szerettem volna, ha ezt ő is érzi.” Jackson szórakoztatónak találta. 1994 novemberének utolsó hetét a stúdióban töltötték és a dalon dolgoztak.
Jackson elmondta, hogy azonnal megkedvelte a dalt, de kétszer is meghallgatta, mielőtt végleges döntést hozott. Bár a dalt Kelly írta, Jackson ragaszkodott hozzá, hogy mindketten részt vegyenek a produkcióban. Az utolsó részhez kórust tett, és a struktúráját is megváltoztatta.
Kelly később maga is felénekelte a dalt, és felkerült Love Letter című, 2010-ben megjelent albumára rejtett dalként.
2007-ben egy belga bíróság úgy határozott, hogy R. Kelly az 1993-ban megjelent If We Can Start All Over című dal alapján írta a You Are Not Alone-t, és a dal jogait átruházta Eddy and Danny Van Passel belga ikerpárra, az eredeti dal szerzőire. Az ítélet csak Belgiumban érvényes, a dalt itt nem játszhatják a rádiók.

## Fogadtatása
A You Are Not Alone-t többnyire jól fogadták a kritikusok. James Hunter, a Rolling Stone munkatársa az albumról írt kritikájában megjegyezte, hogy „kiváló jelenlegi kislemeze, a Scream és a You Are Not Alone című elsőrangú R&B-ballada összeköti Jackson hírhedt közelmúltjának eseményeit az igazságtalanság és elszigeteltség fogalmával. Mikor zenéjét a hiphop nyerseségére alapozza, Jackson keményen ostorozza a mohóságot, a megbízhatatlanságot és a hamis vádakat.” Jon Pareles a The New York Timestól kijelentette, hogy a dal a HIStory album új dalainak egyetlen hagyományos szerelmes dala. Mariah Carey Hero című számához hasonlította és biztos sikernek nevezte. Fred Shuster a Daily News of Los Angelestől az album legjobb dalának nevezte. Vele ellentétben Steve Holsey, a Michigan Chronicle újságírója, bár pozitívan értékelte az albumot, ezt a dalt tartotta a legrosszabbnak rajta, és a Kelly által írt szövegre azt mondta, nem üti meg Jackson dalszövegeinek szintjét.
Évekkel később Stephen Thomas Erlewine, az AllMusic kritikusa kijelentette, hogy a You Are Not Alone Jackson valaha megjelentetett legjobb dalai közé tartozik. J. Randy Taraborrelli, Jackson életrajzírója ezt írta a dalról 2004-ben: „Továbbra is Michael legjobb dalai közé tartozik. (…) A You Are Not Alone hallgatása közben eltűnődik az ember, hogy legelkeseredettebb, legfájdalmasabb éveiben hányszor mondhatta magának Michael, hogy van, aki támogassa, akár egy magasabb hatalom, akár a barátok és család – függetlenül attól, valóban hitte-e, hogy így van, vagy sem.” A dalt American Music Awardra és Grammy-díjra is jelölték „legjobb pop előadás” kategóriában.
A dal eladások tekintetében Jackson egyik legsikeresebb dala. A Guinness Rekordok Könyvében is szerepel, mint az első dal, ami már megjelenésekor a Billboard Hot 100 slágerlista első helyén állt. ezzel megdöntötte a Jackson előző kislemeze által felállított rekordot – a Scream volt az első dal a slágerlista történetében, ami olyan magasan nyitott, mint az 5. hely, de ez nem is jutott magasabbra. A kislemez az első héten 120 000 példányban kelt el. Az Egyesült Államokban egymillió eladott példányszám után platinalemez minősítést kapott a RIAA-tól. A brit slágerlistán a 3. helyre került fel megjelenésekor, és egy héttel később már az első helyen állt.

## Videóklip
A dal videóklipjét Wayne Isham rendezte és 1995. július 2-án forgatták. Az elején lesifotósok fényképezik Jacksont. A klip további része nagyrészt két helyszínen játszódik: egy templomban, ahol Jackson érzelemteli, félmeztelen jelenetben látható akkori feleségével, Lisa Marie Presleyvel, és egy színházban, ahol üres nézőtér előtt adja elő a dalt. Jackson más helyszíneken is megjelenik, többek közt a sivatagban és hegytetőkön. A klipnek van egy kicsivel hosszabb változata is, ebben egy jelenetben Jacksonnak speciális effektusokkal fehér angyalszárnyakat adtak. Ez a változat szerepel a HIStory on Film, Volume II klipgyűjteményes kiadványon, míg a rövidebb változat a Number Ones és Michael Jackson’s Vision DVD-ken. A templomi jelenetek ötletét Maxfield Parrish 1922-ben készült Daybreak című festménye adta.
Az egyik jelenetben Jackson eredetileg teljesen meztelen volt, de a megjelentetés előtt inkább speciális effektusokkal elfedték meztelenségét. Taraborrelli, bár a dalt kedvezően értékelte, a klipről így írt: „A You Are Not Alone-nal az egyetlen probléma bizarr videóklipje, amelyben Michael és Lisa Marie félmeztelenül játszadoznak földöntúli háttér előtt… A félmeztelenségnek semmi értelme nem volt, és kicsit zavarónak tűnt; az ember már azt kívánta, bár felöltöznének.” Presley később megbánta, hogy szerepelt a klipben, de akkor nem gondolta végig. „Nem akármi volt egy Michael Jackson-videóklipben.”

## Fellépések
Michael először az 1995-ös MTV Video Music Awards díjkiosztón adta elő a dalt, de a második versszak nélkül. Ezután legközelebb a HIStory Wolrd Tour keretén belül Bruneiben adott koncertjén adta elő 1996-ban, immár a teljes dalt. A turnén ezután is fellépett a dallal, minden koncerten egy lány felmehetett hozzá a nézők közül. Legközelebb 1999-ben adta elő a két MJ & Friends koncerten, Szöulban és Münchenben, ekkor a második versszak nélkül, hasonlóan az 1995-ös fellépéshez. Ez volt az utolsó alkalom, hogy élőben előadta a dalt. Fellépett volna vele a 2009–2010-re tervezett This Is It koncertsorozaton is, amelyre azonban hirtelen halála miatt nem került sor.

## Dallista
| Kislemez (USA, Kanada) 1. You Are Not Alone – 4:56 2. You Are Not Alone (radio edit) – 4:34 3. You Are Not Alone (Franctified Club Mix) – 10:40 4. Scream Louder (Flyte Tyme Remix) – 5:30 5. MJ Megaremix – 10:33 Kislemez (Brazília) 1. You Are Not Alone (R. Kelly Remix Edit) – 4:30 2. You Are Not Alone (Classic Club Edit) – 4:59 3. You Are Not Alone (Jon B. Remix Edit) – 4:59 4. You Are Not Alone (R. Kelly Remix) – 6:23 5. You Are Not Alone (Jon B. Main Mix) – 6:55 6. Rock with You (Frankie’s Favorite Club Mix) – 7:45 Kislemez (Japán) 1. You Are Not Alone – 4:56 2. You Are Not Alone (radio edit) – 4:34 3. You Are Not Alone (Franctified Club Mix) – 10:40 4. You Are Not Alone (R. Kelly Mix) – 6:23 5. You Are Not Alone (Franctified Club Mix Edit) – 7:40 6. You Are Not Alone (Jon B. Main Mix) – 6:55 7. You Are Not Alone (Jon B. Padapella Mix) – 6:55 Kazetta 1. You Are Not Alone – 4:56 2. Scream Louder (Flyte Tyme Remix) – 5:30 | Kislemez (Németország) 1. You Are Not Alone – 4:56 2. You Are Not Alone (radio edit) – 4:34 3. You Are Not Alone (Franctified Club Mix) – 10:40 4. You Are Not Alone (Classic Club Mix) – 7:40 5. You Are Not Alone (Jon B. Main Mix) – 6:55 6. You Are Not Alone (Jon B. Padapella Mix) – 6:55 7. MJ Medley Aus Dem Vivawettbewerb – 5:00 Kislemez (Hollandia) 1. You Are Not Alone – 4:56 2. You Are Not Alone (radio edit) – 4:34 3. You Are Not Alone (Franctified Club Mix) – 10:40 4. You Are Not Alone (Classic Club Mix) – 7:40 5. You Are Not Alone (Jon B. Main Mix) – 6:55 6. You Are Not Alone (Jon B. Padapella Mix) – 6:55 7. Magic Michael Jackson Mix – 4:26 Visionary kislemez CD oldal 1. You Are Not Alone (radio edit) – 4:34 2. You Are Not Alone (Classic Club Mix) – 7:36 DVD oldal 1. You Are Not Alone (videóklip) – 5:35 |

## Helyezések és minősítések
| Slágerlista (1995)              | Legmagasabb helyezés |
| ------------------------------- | -------------------- |
| Ausztrál kislemezlista          | 7                    |
| Belga kislemezlista (Flandria)  | 3                    |
| Belga kislemezlista (Vallónia)  | 1                    |
| Brit kislemezlista              | 1                    |
| Finn kislemezlista              | 10                   |
| Francia kislemezlista           | 1                    |
| Holland kislemezlista           | 6                    |
| Ír kislemezlista                | 1                    |
| Kanadai kislemezlista           | 2                    |
| Norvég kislemezlista            | 9                    |
| Spanyol kislemezlista           | 1                    |
| Svájci kislemezlista            | 1                    |
| Svéd kislemezlista              | 2                    |
| Osztrák kislemezlista           | 2                    |
| Olasz kislemezlista             | 14                   |
| Új-zélandi kislemezlista        | 1                    |
| USA Billboard Hot 100           | 1                    |
| Slágerlista (2009)              | Legmagasabb helyezés |
| Brit kislemezlista              | 35                   |
| Dán kislemezlista               | 33                   |
| Francia kislemezlista           | 19                   |
| Svájci kislemezlista            | 16                   |
| Svéd kislemezlista              | 37                   |
| USA Billboard Hot Digital Songs | 17                   |
| Új-zélandi kislemezlista        | 1                    |

| Éves összesített slágerlista (1995) | Helyezés |
| ----------------------------------- | -------- |
| USA Billboard Hot 100               | 21       |

| Ország             | Minősítés    | Elkelt példányszám |
| ------------------ | ------------ | ------------------ |
| Ausztria           | Aranylemez   | 20 000             |
| Egyesült Államok   | Platinalemez | 1 000 000          |
| Egyesült Királyság | Aranylemez   | 400 000            |
| Franciaország      | Aranylemez   | 250 000            |
| Németország        | Aranylemez   | 250 000            |
| Svájc              | Aranylemez   | 25 000             |
| Új-Zéland          | Aranylemez   | 7500               |

## Külső hivatkozások
- Brown, Jake. Your Body's Calling Me. Amber Books Publishing (2004). ISBN 0972751955
- Campbell, Lisa. Michael Jackson: The King of Pops Darkest Hour. Branden (1995). ISBN 0828320039
- George, Nelson (2004). Michael Jackson: The Ultimate Collection. Sony BMG.
- Taraborrelli, J. Randy. The Magic and the Madness. Terra Alta, WV: Headline (2004). ISBN 0-330-42005-4